# Pléven
Pléven korábbi község Franciaországban, Côtes-d’Armor megyében. Lakosainak száma 609 fő (2022. január 1.). Pléven Landébia, Plédéliac, Plorec-sur-Arguenon és Pluduno községekkel határos.
2025. január 1-jén Pluduno korábbi községgel egyesült és az így létrejött Val-d’Arguenon új község része lett.

## Népesség
A település népességének változása:
| Lakosok száma | 606  | 594  | 578  | 619  | 572  | 581  | 582  | 593  | 599  | 609  |
|               | 1968 | 1982 | 1990 | 2006 | 2013 | 2015 | 2017 | 2019 | 2020 | 2022 |